# Elie Kayo
Pour les articles homonymes, voir Kayo.
Elie Kayo (1924-2018) est un homme d'affaires et industriel camerounais.

## Biographie

### Enfance, éducation et débuts
Originaire de la région de l'Ouest, Elie Kayo est né vers 1924 à Bayangam dans le département du Koung-khi, de Taa Saa Fossu et de Massado Frida.
Il obtient son CEPE (Certificat de fin d’Études Primaires et Élémentaires)quelques années plus tard à Bafoussam.
Sa langue de scolarisation fut le français.
Puis il a fait l'École d‘Administration de Dschang.
Ensuite, il a travaillé comme clerc chez Mandessi Bell et le français Lalanne.

### Carrière
| Vidéo externe |                                                                                   |
|               | La CRTV rend un grand hommage au patriarche Elie Kayo. 15 juin 2020, Kayo Élie TV |

Homme d'affaires, il crée sa première alimentation au quartier Congo dans l’arrondissement de Douala.
Premier représentant de la firme de cigarettes Gauloises.
Il s‘installe au quartier Bali où Il crée une alimentation qui porte son nom, commercialise en gros, réalise de l’Import-Export et  bâtit un immeuble. Plus tard, il crée les Établissements Kayo Elie.
Il est également le P.D.G. de la société KAYO et Cie. 
Le carrefour Kayo Elie où se trouve cet immeuble porte son nom.
Il est cofondateur de Camlait et de plusieurs entreprises industrielles dont SEVIC (Société d’Embouteillage de Vin au Cameroun), SOFECAM, SITEBCA, etc.
À la création de Camlait (Cameroun Laitière) Elie Kayo en est le Président Directeur Général pendant de nombreuses années.
Il est P.D.G de SOFECAM Société de Fabrication et d’Emballage au Cameroun.
Ancien membre de la Chambre de Commerce, d‘Industries et des Mines du Cameroun (CCIM).
Ancien Vice-President de l‘Union Sportive de Douala ; Membre fondateur du Cercle Taro, etc.

## Distinctions
- Titre de "Mbeu Zieffe Mwonffe“ attribué par sa Majesté Pouokam Kom Christophe en 1968.
- Officier du Mérite Camerounais[Quand ?].
- Chevalier de l'ordre de la Valeur, médaille remise par le Président Ahmadou Ahidjo en 1971[réf. nécessaire].

## Vie privée
Elie Kayo est marié à Marthe Nguemnung en 1951. En 1964, il se remarie avec Suzanne Mafongo en 1964. Deux fois veuf, il a plusieurs fils, petits fils et arrière petit-fils,.
Il meurt le 05 février 2018 à son domicile à Bonapriso.